# Decebal
Decebal (Decebalus) – ostatni król Daków, panujący w latach 87–106, syn Skorylli. Podczas swoich rządów prowadził walki z Rzymem.
Zaraz po objęciu panowania pokonał rzymskie wojska dowodzone przez Korneliusza Fuskusa w zasadzce zorganizowanej w przełomie Czerwonej Wieży (rum. Turnu Roșu) w Karpatach Południowych. Natomiast w roku 88 poniósł klęskę w potyczce z legionem rzymskim dowodzonym przez Tetiusza Junianusa. Mimo tej porażki, dzięki osłabieniu Cesarstwa Rzymskiego przez bunt legionów nadreńskich, cesarz Domicjan podpisał z Decebalem traktat pokojowy - Decebal pozostał królem Daków, ale jako prowincji Rzymu. Zawarty pokój dał czas Decebalowi na odbudowanie i wzmocnienie armii. Przygotowania zostały przerwane przez ofensywę cesarza Trajana, który wiosną 101 roku stanął na czele 150-tysięcznej armii, pokonując latem tego roku Daków w bitwie w dunajskich Żelaznych Wrotach. Nieudana kontrofensywa Decebala zimą 101/102 zakończyła się utratą górskich twierdz położonych wokoło Sarmigezetusy i kapitulacją. Twarde warunki pokoju (wydanie broni i machin wojennych, zburzenie murów twierdz), mimo akceptacji, nie zostały zrealizowane. 

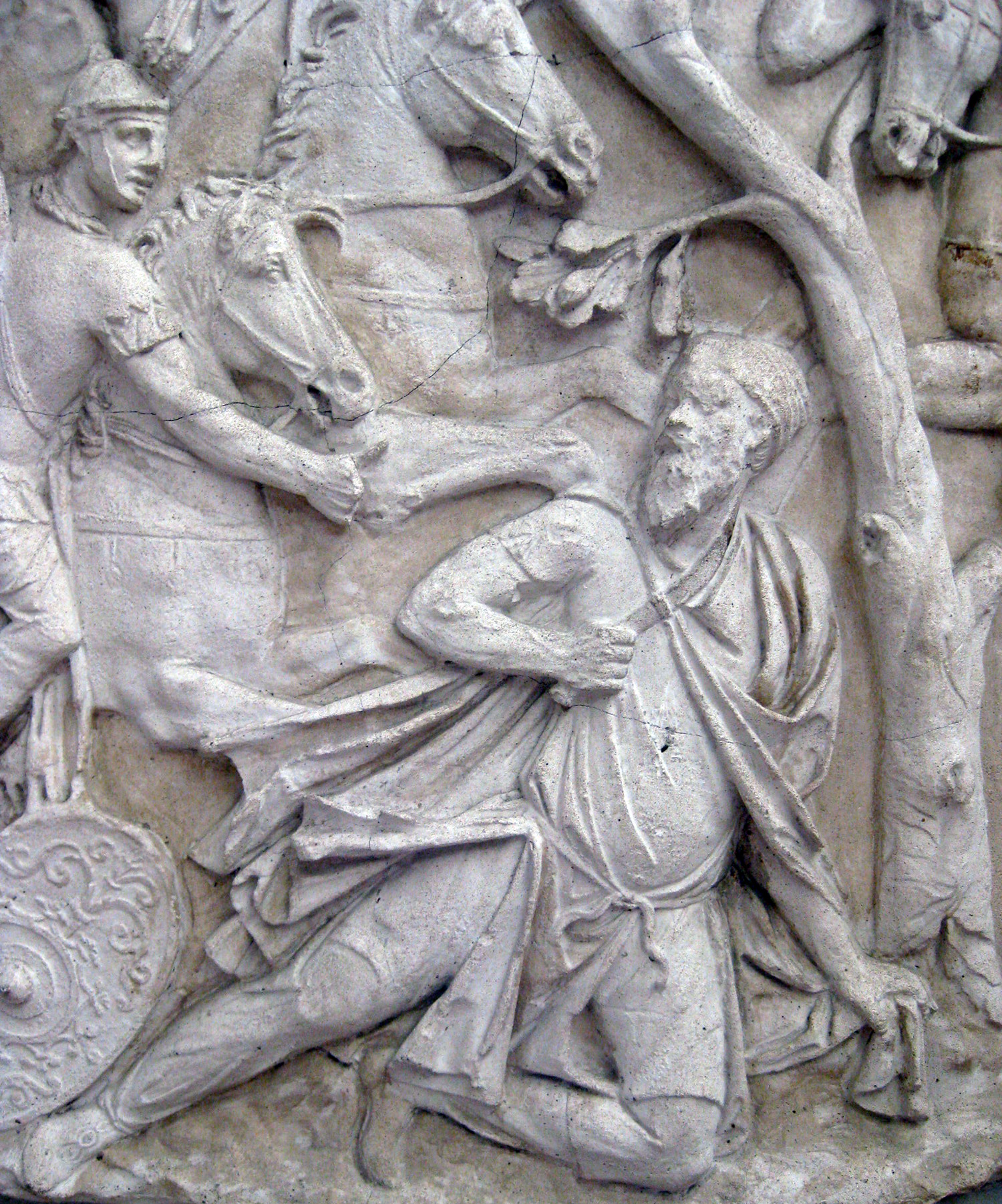
Samobójstwo króla Decebala

Spowodowało to kolejną ofensywę - cesarz Trajan zebrał jeszcze większą armię i systematycznie zajmował kolejne miasta i osady dackie. W 106 roku okrążył stolicę, zmuszając Decebela do ostatecznej kapitulacji. Ten jednak wraz z częścią oddziałów zdołał uciec z okrążonego miasta, jednak podczas zmierzania do twierdzy Ranisstorum został dogoniony przez żołnierzy rzymskich. Chcąc uniknąć schwytania, popełnił samobójstwo, po czym jego głowę i prawe ramię wysłano do Trajana. Cesarz upamiętnił swoje zwycięstwo, wznosząc Kolumnę Trajana w Rzymie i przeniósł stolicę Dacii o 40 km od Sarmizegetusa Regia.
Tak scharakteryzował Decebala rzymski historyk Kasjusz Dion Kokcejanus:

Był mistrzem oręża zarówno w teorii, jak i w praktyce. Nieomylnie oceniał, gdy należy zaatakować i kiedy jest najlepszy moment na odwrót. Potrafił walczyć z zasadzki i w planowej bitwie; i dobrze wiedział nie tylko jak świętować tryumf, lecz i jak poradzić sobie z porażką.